# Arist Dethleffs
Arist Dethleffs (* 3. Februar 1908 in Isny im Allgäu; † 14. Februar 1996 ebenda) war ein deutscher Unternehmer und Gründer des Wohnwagen- bzw. Reisemobilherstellers Dethleffs.

## Leben und Karriere
Arist Dethleffs wurde als zweites Kind des schwäbischer Fabrikanten Rudolf Dethleffs und dessen Frau Pauline Auguste geboren. Nach der Mittleren Reife in Isny und der Technikerschule in der Schweiz war er als Juniorchef des bereits 1832 gegründeten Unternehmens seines Vaters tätig. Zweck des Unternehmens war die Herstellung und der Vertrieb von Peitschen und seit 1923 auch Skistöcken. 1931 heiratete Arist Dethleffs die Kunstmalerin Fridel Edelmann. Um bei den Geschäftsreisen nicht auf die Gesellschaft seiner Frau verzichten zu müssen, entwickelte er im gleichen Jahr in Ottersweier – bei seinen Schwiegereltern – den ersten Wohnwagen Deutschlands, den er Wohnauto nannte. 1932 fand die Jungfernfahrt statt und im gleichen Jahr wurden auch bereits die ersten Wohnwagen auf Bestellung gebaut. 1933 wurde Tochter Ursula geboren. 1936 beschäftigte das die Wohnwagen herstellende Unternehmen sechs feste Mitarbeiter. 1938 zogen die Dethleffs nach Isny um.
Von 1939 bis 1941 sowie 1944/45 wurde Arist Dethleffs zum Kriegsdienst in den Zweiten Weltkrieg eingezogen. In dieser Zeit leitete seine Frau die Wohnwagenfabrik in Isny. Während dieser Zeit wurde die Produktion der Wohnwagen eingeschränkt und stattdessen Sanitätsschlitten, spezielle Wagen für das Deutsche Afrikakorps, hergestellt.
1948 nahm Dethleffs die Produktion von Wohnwagen wieder auf. Neben den Geschäftsreisen unternahm Arist Dethleffs mit seiner Familie auch zahlreiche private Reisen. So reisten sie in den Jahren nach dem Zweiten Weltkrieg im Wohnwagen bis nach Ägypten, den Libanon oder in die Sowjetunion. Meist endeten diese Reisen jedoch mit neuen Aufträgen.
Nach dem Zweiten Weltkrieg trat er als Evangelischer in die, damals als katholisch eingestufte CDU ein und wurde deren 1. evangelischer Vorsitzender von Württemberg-Hohenzollern. Außerdem war er Vorsitzender des Verbands deutscher Wohnwagenhersteller und „Finanzorganisator“ der Künstlergruppe „Oberschwäbische Sezession“ (später Sezession Oberschwaben-Bodensee (SOB)).
Nachdem Arist Dethleffs erkrankte, verkaufte er, zur Sicherung der Zukunft seiner Frau Fridel Dethleffs-Edelmann, 1970 das Werk an die Unternehmer Wolfgang Thrun und Jakob Eicker, die die Produktion von Skistöcken und Peitschen 1973 einstellten und nur noch Wohnwagen bauten. Vom Erlös wurde die Kunst-Galerie neben dem Wohnhaus errichtet. Später war er vollständig erblindet.
Mit seiner Erfindung legte Arist Dethleffs den Grundstein für eine ganze Branche. Heute ist die Dethleffs GmbH & Co. KG ein Teil der Erwin Hymer Group. Sein Name wird nach wie vor als Marke für Wohnwagen und Wohnmobile verwendet.